# Loch Mudle
Loch Mudle är en sjö i Storbritannien.   Den ligger i kommunen Highland och riksdelen Skottland, i den nordvästra delen av landet, 700 km nordväst om huvudstaden London. Loch Mudle ligger 112 meter över havet.